# Bistum Terrassa
Das Bistum Terrassa (lat.: Dioecesis Terrassensis, kat.: Bisbat de Terrassa) ist eine Diözese der römisch-katholischen Kirche mit Sitz im katalanischen Terrassa.

## Geschichte
Das Bistum wurde am 15. Juni 2004 durch Papst Johannes Paul II. mit der Apostolischen Konstitution Christifidelium salutem aus Gebieten des Erzbistums Barcelona, das gleichzeitig zum Metropolitansitz erhoben wurde, errichtet und diesem als Suffraganbistum zugeordnet.
Das Bistumsgebiet umfasst Montcada, Sant Cugat-Les Planes, Terrassa, Rubí, Sabadell Centre, Sabadell Nord, Sabadell Sud, Granollers, Puigraciós, Mollet, Montseny i Cardedeu-Llinars und Montbui.

## Bischöfe von Terrassa
- Josep Ángel Saiz Meneses, 2004–2021
- Salvador Cristau Coll, seit 2021